# Um Conto de Decamerão
Um conto de Decamerão (Inglês: A Tale from the Decameron), às vezes chamado simplesmente Decamerão, é uma pintura realizada pelo pintor Inglês John William Waterhouse em 1916, óleo sobre tela, 101 x 159 centímetros. Mostra uma cena do Decamerão, na qual jovens homens e mulheres que fugiram da epidemia de peste contam histórias um para o outro. A Tale from Decameron faz parte da coleção da Galeria de Arte Lady Lever em Liverpool. Após a conclusão da pintura, Waterhouse fez um segundo trabalho baseado no livro de Boccaccio, intitulado O Jardim Encantado, agora no mesmo museu.

## Decamerão
O Decamerão é a obra-prima do escritor italiano Giovanni Boccaccio (1313-1375). O trabalho consiste em cem histórias contadas por três homens e sete mulheres durante uma estadia de catorze dias em uma bela propriedade, fugindo da epidemia de peste florentina de 1348 . O título é uma combinação das palavras gregas δέκα, deka (dez) e ἡμέρα, hemera (dia), e refere-se aos dez dias em que as histórias são contadas. Sexta-feira foi passada rezando e no sábado nenhuma história foi contada porque as mulheres passaram o dia em seus banheiros. O Decamerão é um livro cuidadosamente construído, no qual todas as histórias foram encaixadas em um quadro . Durante séculos, o livro ficou famoso por suas histórias eróticas, pelo humor apimentado e pelo ridículo com o clero e as autoridades.
Waterhouse pintou o trabalho durante a Primeira Guerra Mundial, uma catástrofe que poderia suportar completamente o método de comparação da Peste Medieval . Pode ser visto como uma alegoria de sua própria situação, pintando a uma distância segura na Inglaterra.

## Imagem
Em seu estilo estético característico, com esquemas de cores vivas, sob luz forte, Waterhouse desenha o jardim como Boccaccio o descreve na introdução no terceiro dia de seu Decamerão, onde os personagens se reúnem em uma fonte detalhada e decorada. Mais ou menos, de acordo com sua formação clássica, Waterhouse, nascido em Roma, opta por uma representação simplificada, embora ainda tenha pintado uma fonte luxuosamente ornamentada em um estudo anterior. 

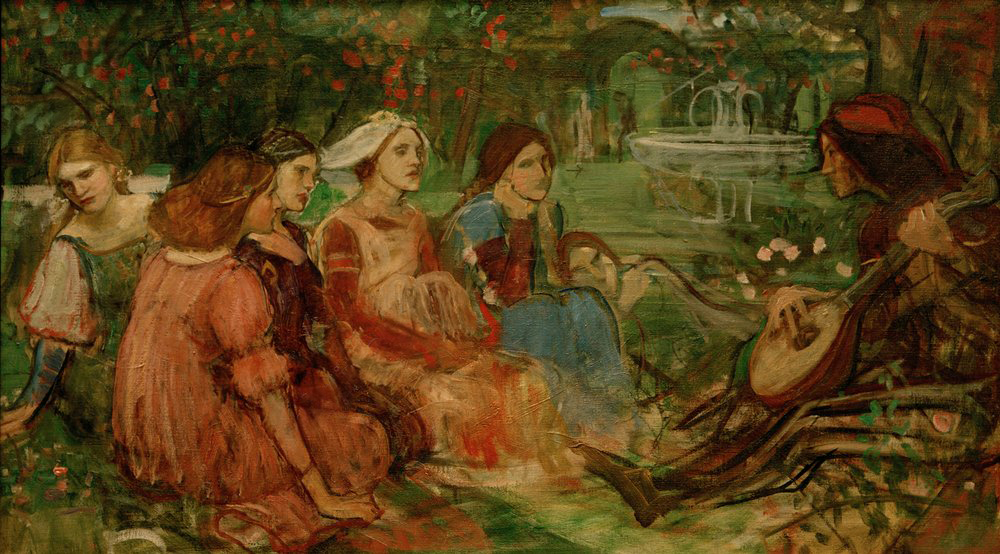
Estudo com a fonte mais ornamentada

O desenho básico da pintura é formado por um semicírculo de figuras opostas a uma única figura a quem elas se concentram, uma forma de composição que Waterhouse usava com mais frequência. O homem à direita segura um alaúde na mão esquerda, enquanto faz um gesto dramático com a mão direita e compõe os grupos de figuras. Uma mulher veste uma coroa, como no Decamerão dos personagens usava todos os dias para o rei ou a rainha poderia jogar e uma coroa de folhas de louro. A preocupação com as flores, como com a jovem derivada à esquerda, em Waterhouse sempre foi um símbolo da transitoriedade da vida e, portanto, da beleza.
É impressionante que o número total de pessoas na pintura não seja dez, mas nove. Os historiadores da arte acreditam que Waterhouse, que está fortemente interessado no simbolismo numérico, deveria ter um propósito nisso e às vezes sugere que a ausência de um jovem pode ser interpretada como uma referência pungente à guerra  .

## Literatura e fonte
- Peter Trippi e outros: JW Waterhouse; enfeitiçado por mulheres . Museu Groninger, Academia Real de Artes, Museu de Belas Artes de Montreal, 2010. ISBN 9789085864837